# NGC 5623
NGC 5623 é uma galáxia elíptica (E) localizada na direcção da constelação de Boötes. Possui uma declinação de +33° 15' 11" e uma ascensão recta de 14 horas, 27 minutos e 08,7 segundos.
A galáxia NGC 5623 foi descoberta em 13 de Março de 1785 por William Herschel.